# クングーリアン
| 累代        | 代     | 紀           | 基底年代 Mya |
| ----------- | ------ | ------------ | ------------ |
| 顕生代      | 新生代 | 第四紀       | 2.58         |
| 顕生代      | 新生代 | 新第三紀     | 23.03        |
| 顕生代      | 新生代 | 古第三紀     | 66           |
| 顕生代      | 中生代 | 白亜紀       | 145          |
| 顕生代      | 中生代 | ジュラ紀     | 201.3        |
| 顕生代      | 中生代 | 三畳紀       | 251.902      |
| 顕生代      | 古生代 | ペルム紀     | 298.9        |
| 顕生代      | 古生代 | 石炭紀       | 358.9        |
| 顕生代      | 古生代 | デボン紀     | 419.2        |
| 顕生代      | 古生代 | シルル紀     | 443.8        |
| 顕生代      | 古生代 | オルドビス紀 | 485.4        |
| 顕生代      | 古生代 | カンブリア紀 | 541          |
| 原生代      | 原生代 | 原生代       | 2500         |
| 太古代      | 太古代 | 太古代       | 4000         |
| 冥王代      | 冥王代 | 冥王代       | 4600         |
| 1. 2. 3. 4. |        |              |              |

クングーリアン（英: Kungurian）は、国際層序委員会によって定められた地質学用語である、地質時代名の一つ。2億8350万年前（誤差60万年）から2億7295万年前（誤差11万年）にあたる、前期ペルム紀（シスウラリアン世）を四分した最後の期である。前の期は前期ペルム紀の3番目の期アーティンスキアン、続く期は中期ペルム紀（グアダルピアン世）中期のローディアン。模式地はロシア中西部のペルミ地方クングールに位置する。

## 層序学的定義
クングーリアンはロシアのペルミ地方クングールにちなんで命名された。クングーリアン階は1890年にロシアの地質学者アレクサンドル・スタッケンバーグが学術論文で初めて使用した。
クングーリアンの基底はコノドントの種 Neostreptognathodus pnevi と N. exculptus の初出現で定義されている。

## 日本において
三重県志摩半島に分布する宮谷累層からは放散虫 Albaillella と Pseudoalbaillella が産出しており、それぞれ Albaillella cf. xiaodongensis と Pseudoalbaillella aff. rhombothoracata と同定されている。A. xiaodongensis はコノドント化石により指定された 中華人民共和国南部の広西チワン族自治区に分布する大虫嶺セクションのクングーリアン階から産出しており、宮谷累層もクングーリアン階とされる。
また、兵庫県篠山地域の藤岡奥セクションは Pseudoalbaillella simplex や Paraf ollicucullus sakumarensis といった前期ペルム紀アッセリアンからクングーリアンを示す放散虫化石が得られている。